# そんじょそこら商店街
『そんじょそこら商店街』（そんじょそこらしょうてんがい）は、2014年3月12日 22:00 - 22:59にNHK BSプレミアムで放送されたNHK大分放送局制作のテレビドラマ（地域発ドラマ）である。主演は山本耕史が務めた。

## あらすじ
母の死をきっかけに東京での仕事を辞め、故郷の豊後高田へと戻ってきた青山誠（山本耕史）は、初恋の相手で精肉店の娘・美奈（鈴木杏）や商店街の仲間たちを巻き込み、商店街ににぎわいを取り戻そうと奮闘する。

## 登場人物
青山 誠
演 - 山本耕史
駄菓子屋「青山商店」の息子。東京で働いていたが、15年ぶりに故郷の豊後高田に戻り、地元の商店街を盛り上げようと奮闘する。
坂本 美奈
演 - 鈴木杏
誠の幼なじみ。商店街の「肉のさかもと」の娘。半年前に、故郷の豊後高田へと帰ってきた。
青山 耕蔵
演 - 奥田瑛二
誠の父。駄菓子屋「青山商店」の三代目主人。
坂本 直樹
演 - 鶴賀皇史朗
美奈の兄。「肉のさかもと」の店主。
木村 義男
演 - 岡武史
電器屋の店主。
松本
演 - 山下晶
薬局屋の店主。
天野 高志
演 - 近藤公園
呉服店の店主。智子の夫。
天野 智子
演 - しるさ
高志の妻。
坂本 恵美子
演 - 上田しのぶ
美奈と直樹の母。
天野 梅子
演 - 大庭泰代
高志の母。
織田 さゆり
演 - 古手川祐子
豊後高田市長。鉄の女とも噂されるほどの切れ者。
大川会頭
演 - 江島充季
地元商工会議所の会頭。
小泉
演 - モロ師岡

## スタッフ
- 制作：NHK